# Asociación Uruguaya de la Rosa
La Asociación Uruguaya de la Rosa  es una asociación uruguaya, sin ánimo de lucro, dedicada al cultivo y al conocimiento de las rosas.

## Historia
La Asociación Uruguaya de la Rosa se constituyó en el año 1983 por un grupo de jardineros rosalistas apasionados por la rosas con el fin de incentivar el cultivo y difusión de dicha flor.
Actualmente tiene su sede en Montevideo, donde sus socios se reúnen mensualmente de abril a diciembre, mes en el que se lleva a cabo la Asamblea anual donde se hace un balance de las actividades del año.
Gracias al aumento del número de socios, se han fundado filiales en otros departamentos como la "Filial Este", la "Filial Oeste", "Los Amigos de las Rosas de Tarariras" y en mayo de 2012, la "Filial Norte".
Montevideo, cuenta con una rosaleda el Rosedal Municipal de Montevideo que tiene más de 100 años pues se creó en 1912.
En 2014 la presidenta es Rosario Enriquez de Fazzio.